# Eucalyptus alba
Eucalyptus alba — вид рослин з роду евкаліпт (Eucalyptus).

## Опис
Дерева середнього розміру. Кора сірувато-біла, гладка, відшаровується. Молоде листя, супротивне, черешкове, листкова пластинка яйцеподібно-ланцетна. Проміжне листя чергове, листкова пластинка від яйцеподібної до трикутної, розміром близько 7,5 см. Зріле листя зі слабким черешком 2—3 см, листкова пластинка від широколанцетної до ланцетної, від 10 до 13 см завдовжки та від 2 до 4 см завширшки, верхівка довга та гостро загострена. Суцвіття пазушні, прості, складаються з 3—7 квіток. Квіткові бруньки еліптичні, розміром 8—9 мм. Гіпантій розміром 4—5 мм, ніжка 0—3 мм. Тичинки 5—6 мм.

## Поширення та середовище існування
Вид є ендемічним для Східного Тимору, навколишніх для Австралії острів Індонезії, Папуа Нової Гвінеї та Австралії (регіони: Квінсленд, Північна Територія, Західна Австралія). Також рослина інтродукована до Китаю (Гуансі), Пакистану, Індії та Бангладешу.

## Використання
Світло-червонувато-коричнева деревина є дуже міцною. Її використовують для будівництва човнів, меблів, спортивних товарів, сільськогосподарського знаряддя, столярних виробів, залізничних шпал, стовпів.